# 경주 남산 신선암 마애보살반가상
경주 남산 신선암 마애보살반가상(慶州南山神仙庵磨崖菩薩半跏像)은 대한민국 경주시 남산 중턱에 있는 마애불 반가상이다. 대한민국의 보물 제199호로 칠불암 위에 있는 절벽 면에 조각되어 있다. 동쪽을 바라보고 있으며 남산 유일의 반가상이다.

## 개요
경주 남산은 유물·유적의 보고(寶庫)라고 할 수 있는데, 여기에 가면 삼국시대부터 통일신라 후기까지의 불상들을 모두 만나볼 수 있다. 그 중에 하나인 높이 1.4m의 마애보살반가상은 칠불암(七佛庵) 위에 곧바로 선 남쪽 화강암 바위에 새겨져 있다.
마치 구름 위에 앉아 있는 것처럼 보이는데 머리에 삼면보관(三面寶冠)을 쓰고 있어서 보살상임을 알 수 있다. 얼굴은 풍만하고, 지그시 감은 두 눈은 깊은 생각에 잠긴 모습으로 구름 위의 세계에서 중생을 살펴보고 있는 듯하다. 오른손에는 꽃을 잡고 있으며, 왼손은 가슴까지 들어 올려서 설법하는 모양을 표현하고 있다. 천의(天衣)는 아주 얇아 신체의 굴곡이 사실적으로 드러나 보이며 옷자락들은 대좌(臺座)를 덮고 길게 늘어져 있다.
머리광배와 몸광배를 갖춘 광배(光背) 자체를 불상이 들어 앉을 공간으로 이용했기 때문에 보살상이 더욱 두드러져 보이며, 통일신라시대 8세기 후반의 작품으로 보인다.

## 특징
배 모양의 얕은 감실처럼 바위를 파고 그 안에 두광과 신광을 음각하고 반가상을 조각하였다. 머리에는 삼면관을 쓰고 머리칼이 두 어깨를 덮었다. 얼굴은 풍만하고 눈은 반쯤 열려 있다. 천의는 얇아서 몸의 윤곽이 드러난다. 오른발은 늘어뜨려 연꽃으로 된 발받침을 밟고 왼발은 오른쪽 무릎에 올려 반가부좌를 틀고 있다. 오른손은 가슴 앞에 두고 꽃 가지를 들고 있다. 천의는 대좌를 덮고 주름이 잡혀 있다. 조각 수법이 섬약하고 하체가 빈약하여 8세기 말 조성된 것으로 추정된다. 관 가운데 화불이 새겨져 있어 이 상이 관음보살임을 알 수 있다. 얼굴과 신체의 풍만함이나 장식적인 세부 표현을 보아 8세기 중반에 조성되었다는 설도 있다.

## 이름
보살상 자리에서 산 정상 쪽으로 조금 올라가면 넓직한 바위가 있는데, 거기에 돌을 쌓아 건물의 터를 잡은 흔적이 남아 있다. 지금은 기와 조각들만 흩어져 있을 뿐이지만, 근래에 이르도록 칠불암에 소속된 신선암이라는 암자가 있어서 보살상을 신선암 마애불이라 부르고 있다. 그러나, 신라 당대에 어떤 이름으로 불렸는지는 알 수 없다.

## 사진

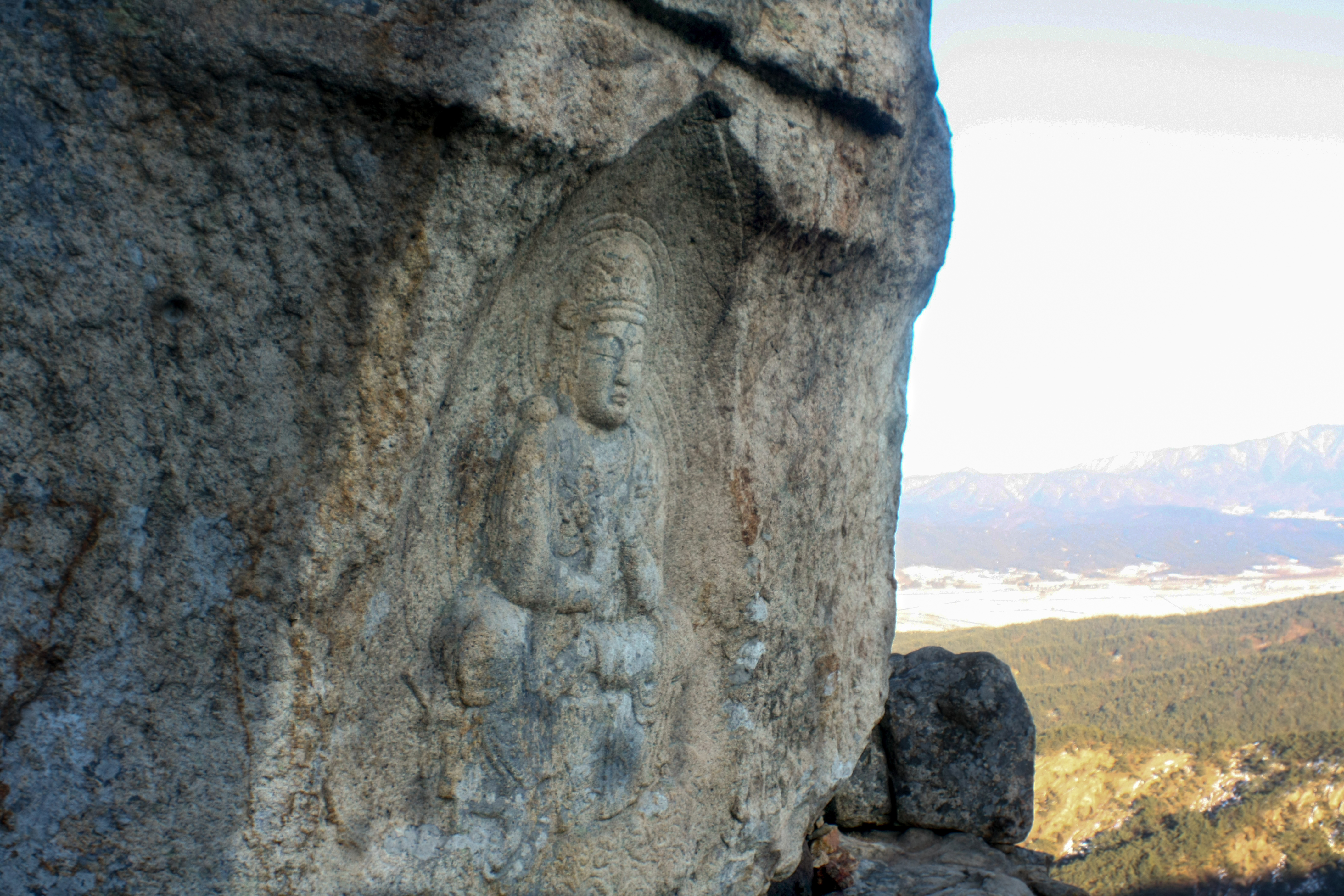
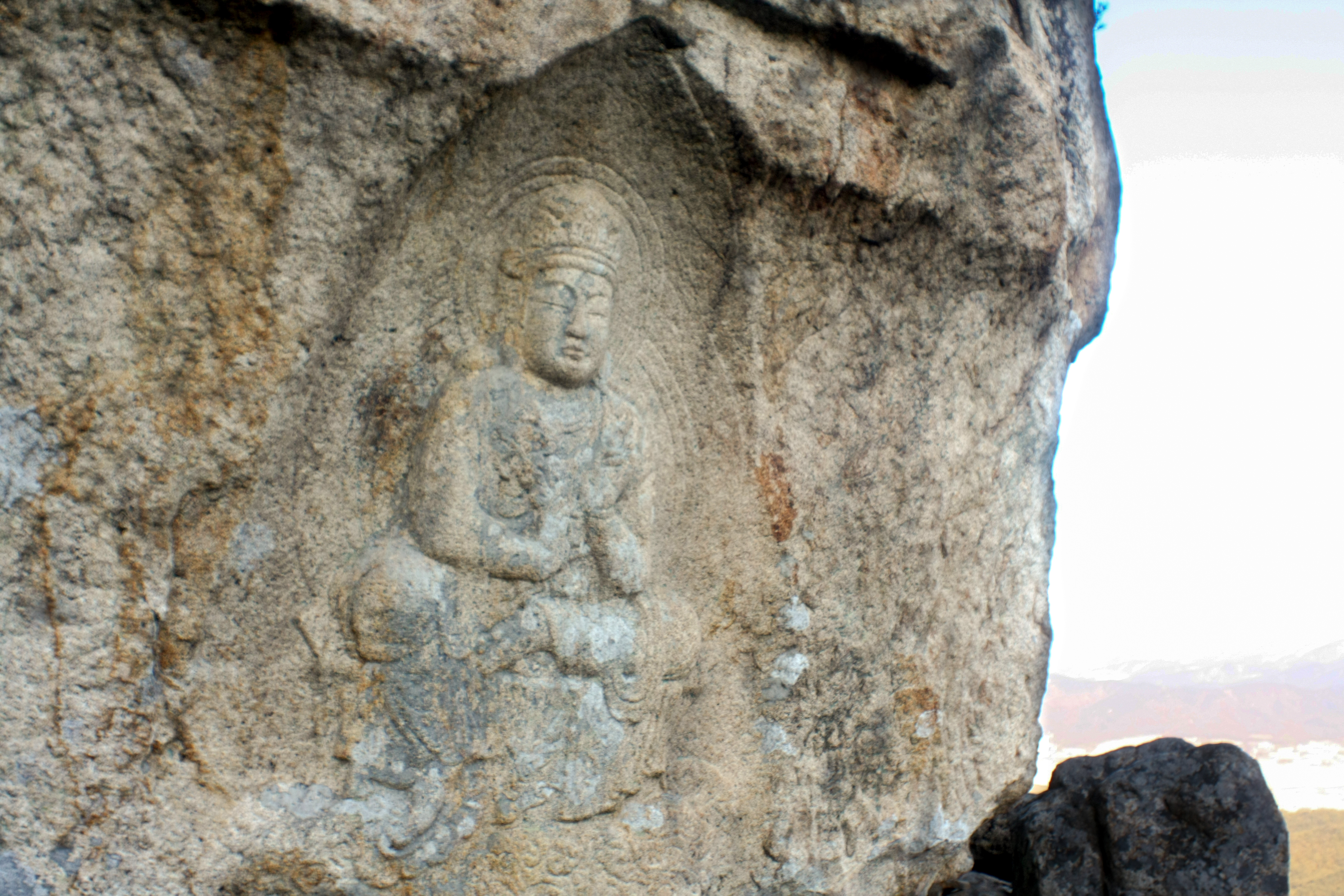
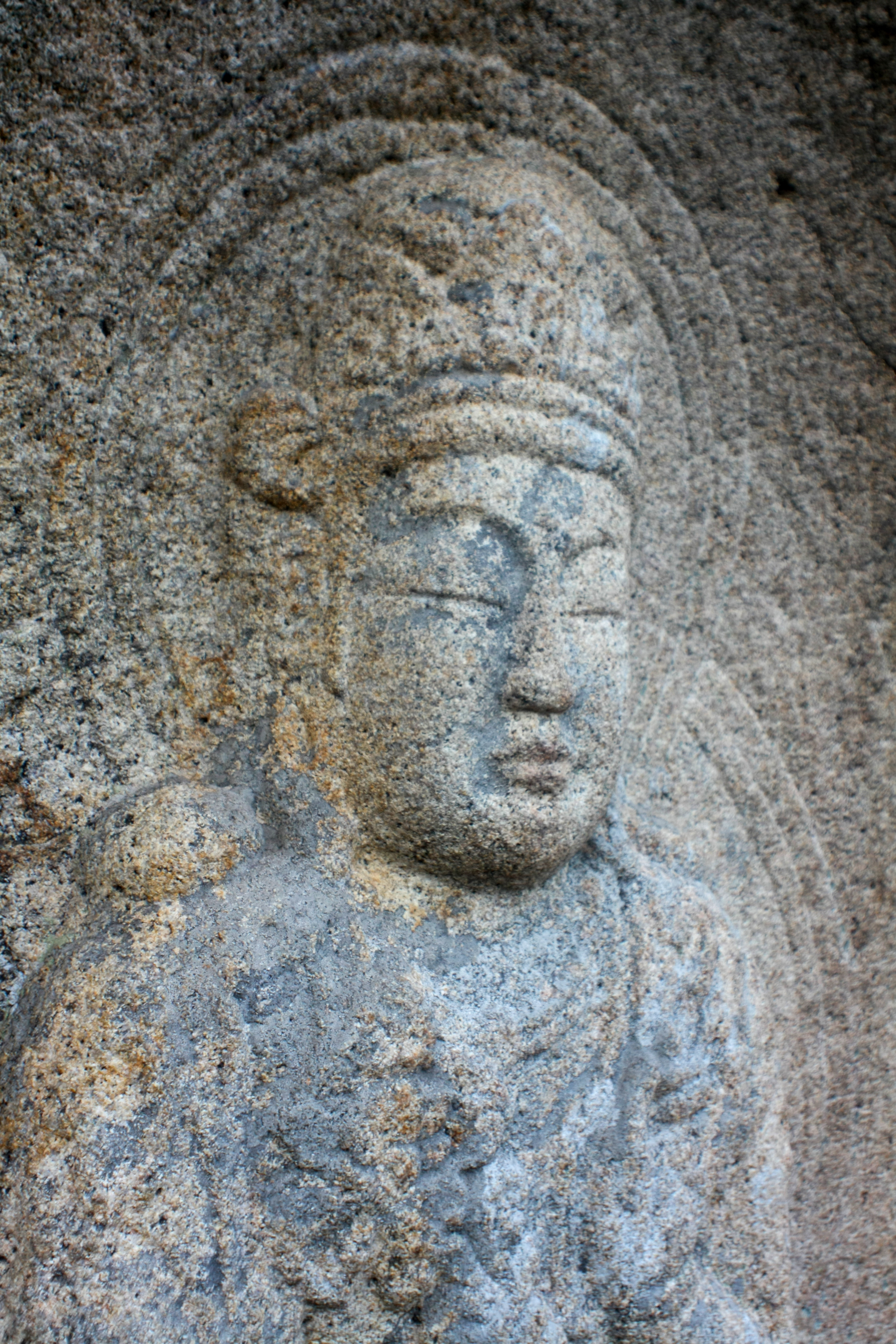
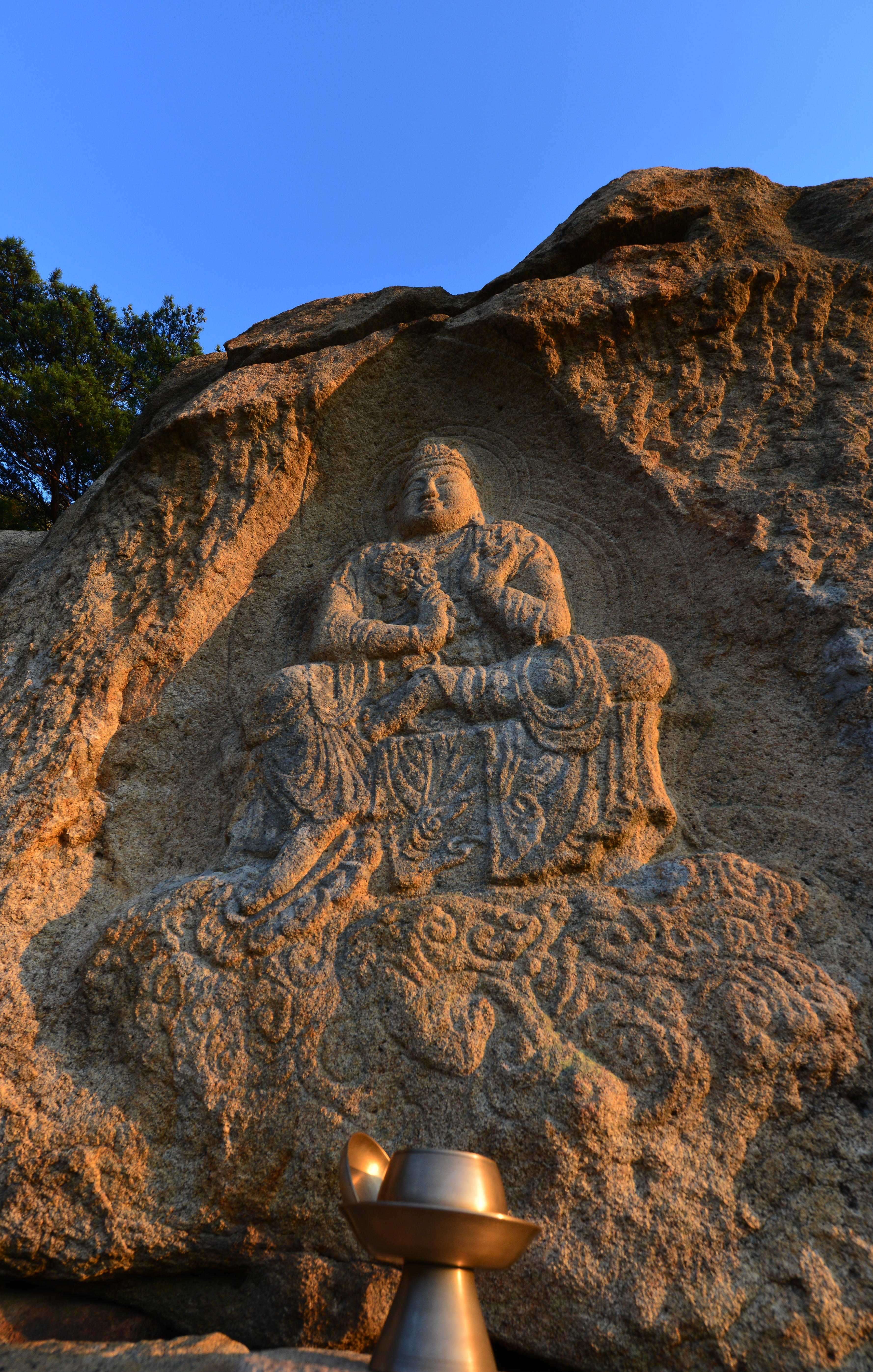
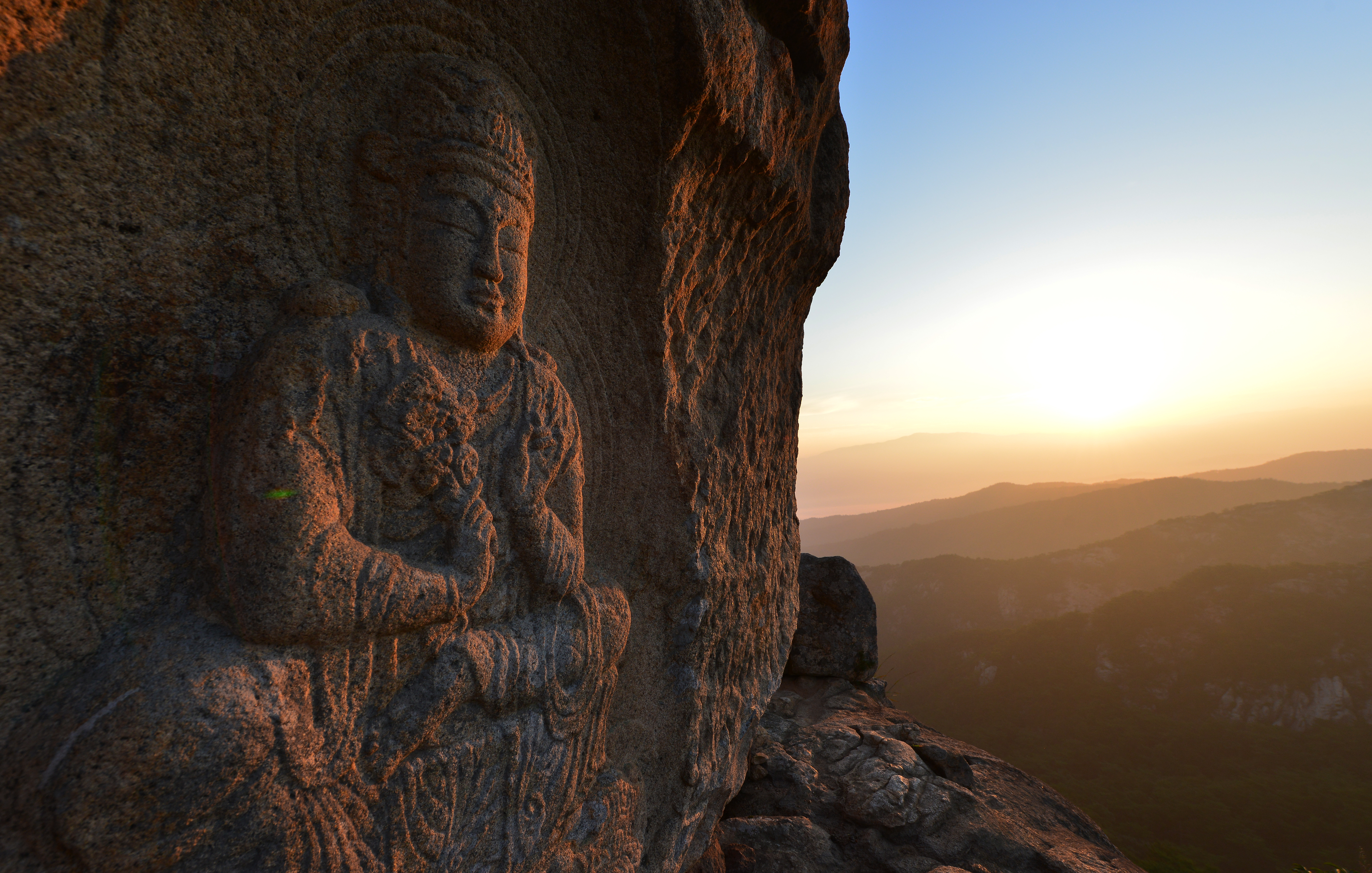

## 같이 보기
- 경주 남산 칠불암 마애불상군
- 경주시의 지질
- 한국의 화강암